# شعيب لويحظ
شعيب لويحظ هو شعب يبدأ من شمال شرق السعودية ويصب في بادية السماوة في محافظة المثنى جنوب العراق. موقع الجزء العراقي من الوادي في ناحية بصية التابعة لمحافظة المثنى، يبدأ جريان شعيب لويحظ من هضبة نجد ويسير في الهضبة الغربية العراقية وينتهي بالقرب من محافظة ذي قار وياخذ مياهه أيضا من مئات الروافد الصغيرة الممتدة على جانبيه ويدخل ليشطر مركز ناحية بصية إلى نصفين ثم يسير باتجاه وادي أبو غار، ثم ينتهي عند منخفض العرفجية، أو عند منخفض الصليبات الكبير جنوب الفرات بنحو عشرين كيلومتراً، يغذي لويحظُ المياهَ الجوفية في المنطقة. يفصل شعيب لويحظ بين صحراوين بالبادية العراقية، صحراء الدبدبة من جنوب الشرق، وصحراء الحجرة من الغرب، قال غلوب باشا في كتابه (حرب في الصحراء) إن هضبة الدبدبة تمتد غرباً "إلى شعيب لويحظ الذي يجري باتجاه شمال جنوب. وإذا ما نظرنا غرباً وأنت في شعيب لويحظ فإن الانحدار التدريجي لحافة هضبة الدبدبة يشكل سلسلة طويلة من التلال وهذه السلسلة تُسمى "الحنيّة" وإلى الغرب من شعيب لويحظ تتغير تضاريس الأرض فيصبح سطحها مكسواً بالحجر الجيري وفي مساحة كبيرة وهي ما يطلق عليها "الحجرة"".